# Long Beach Convention Center

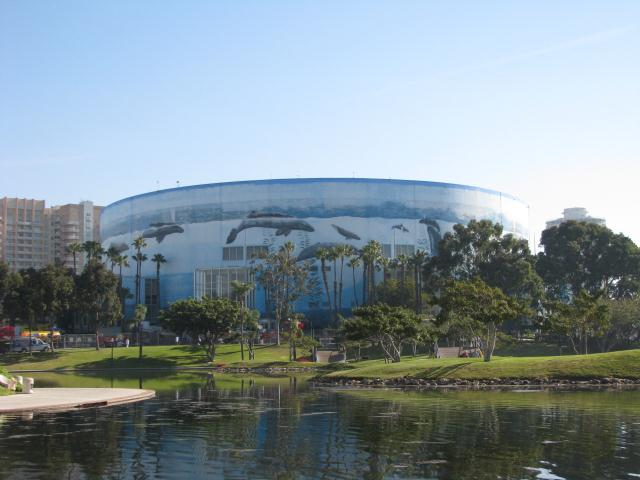
Die Long Beach Arena mit einem Teil der Fassadenmalerei

Das Long Beach Convention Center ist ein Kongresszentrum in Long Beach, Kalifornien. Es wurde im Jahr 1962 eröffnet. Zum Gebäudekomplex gehört die Long Beach Arena, die eine Wettkampfstätte der Olympischen Sommerspiele 1984 war. Die Außenwand des Zentrums trägt ein Wandgemälde von Robert Wyland, das Meerestiere wie etwa Grauwale zeigt und laut Guinness-Buch der Rekorde das größte Wandgemälde der Welt ist. Das Long Beach Convention Center umfasst die 8500 Quadratmeter große Halle A, die 5300 Quadratmeter große Halle B und die 7100 Quadratmeter große Halle C. In einer der Hallen fanden die Fechtwettbewerbe der Olympischen Sommerspiele 1984 statt. 

## Long Beach Arena
Die Long Beach Arena umfasst eine Fläche von 7000 Quadratmetern. Die Anzahl der Sitzplätze beträgt 13.609 für Basketballspiele, 11.200 für Eishockeyspiele und 4550, 9200 und 13.500 für Konzerte. Die Arena war und ist Spielstätte einiger College-Mannschaften, daneben spielten unter anderem die Los Angeles Kings, die in der National Hockey League vertreten sind, in ihr. Die Volleyball-Turniere der Olympischen Sommerspiele 1984 fanden in der Long Beach Arena statt. Musiker und Bands, die in der Arena auftraten, waren unter anderem AC/DC, Avenged Sevenfold, Deep Purple, Frank Sinatra, Grateful Dead, Iron Maiden, Judas Priest, KISS, Led Zeppelin, Metallica, Scorpions, Ozzy Osbourne, Prince, Slayer und W.A.S.P. sowie zahlreiche Hip-Hop-Künstler.